# Orti di Galatea

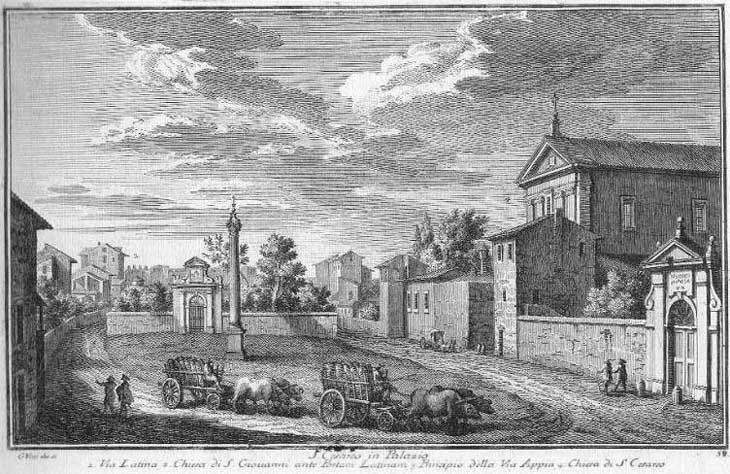
Nesta gravura de Giuseppe Vasi (1753), San Cesareo de Appia está à direita. Logo em frente está o portão para o Orti di Galatea com a coluna sacra bem em frente. O local permanece praticamente inalterado até hoje.

Orti di Galatea (em latim: Horti Galaetea), antiga Vigna Passarini, era uma villa localizada na Via di Porta San Sebastiano, no rione Celio de Roma, perto da igreja de San Cesareo de Appia.

## História
A entrada para esta villa é característica por causa de uma antiga coluna postada logo em frente e que era decorada com uma imagem sagrada, substituída no final do século XIX pela inscrição HORTI GALATEAE por Giulio Aristide Sartorio (1860-1932), um famoso pintor e produtor de filmes italiano, que viveu ali até sua morte. Ele provavelmente dedicou sua villa  a Galateia por que esta ninfa do mar foi retratada por Rafael num famoso afresco ou por que, no século XVIII, o nome foi dado a uma lendária estátua de Pigmalião que teria criado vida. Em 1918, Sartorio filmou "Il Mistero di Galatea", um curta metragem, no local e em Anticoli Corrado.